# Discografia de Marshmello
Esta é a discografia do DJ e produtor norte-americano Marshmello.

## Albums

### Álbuns de estúdio
| Título      | Detalhe do álbum                                                                                 |
| ----------- | ------------------------------------------------------------------------------------------------ |
| Joytime     | - Lançamento: 8 de janeiro de 2016 - Gravadora: Joytime Collective - Formatos: Digital download  |
| Joytime II  | - Lançamento: 22 de junho de 2018 - Gravadora: Joytime Collective - Formatos: Digital download   |
| Joytime III | - Lançamento: 3 de julho de 2019 - Gravadora: Joytime Collective - Formatos: Digital download    |
| Shockwave   | - Lançamento: 11 de junho de 2021 - Gravadora: Joytime Collective - Formatos: Digital download   |
| Sugar Papi  | - Lançamento: 3 de novembro de 2023 - Gravadora: Joytime Collective - Formatos: Digital download |

## Extended plays(EPs)
| Título                                     | Detalhe do EP                                                                                             |
| ------------------------------------------ | --- |
| Right                                      | - Lançamento: 3 de outubro de 2015 - Gravadora: Spinnup - Formato: Streaming, Download digital            |
| Roll the Dice (com SOB X RBE)              | - Lançamento: 12 de abril de 2019 - Gravadora: Joytime Collective - Formato: Streaming, Download digital  |
| Mellokillaz (com Tropkillaz)               | - Lançamento: 16 de junho de 2023 - Gravadora: Joytime Collective - Formatos: Digital download            |
| Mellodeath Tapes Vol. I (com Svdden Death) | - Lançamento: 8 de março de 2024 - Gravadora: Joytime Collective - Formato: Streaming, Download digital   |
| It's Riddim Time                           | - Lançamento: 26 de abril de 2024 - Gravadora: Joytime Collective - Formatos: Streaming, Download digital |

## Singles

### Como artista principal
| Título                                                                                        | Ano  | Posições em paradas músicais | Posições em paradas músicais | Posições em paradas músicais | Posições em paradas músicais | Posições em paradas músicais | Posições em paradas músicais | Posições em paradas músicais | Posições em paradas músicais | Posições em paradas músicais | Posições em paradas músicais | Certificações | Álbum             |
| Título                                                                                        | Ano  | EUA                          | AUS                          | AUT                          | BEL                          | FRA                          | ALE                          | HOL                          | SUE                          | SUI                          | UK                           | Certificações | Álbum             |
| --------------------------------------------------------------------------------------------- | ---- | ---------------------------- | ---------------------------- | ---------------------------- | ---------------------------- | ---------------------------- | ---------------------------- | ---------------------------- | ---------------------------- | ---------------------------- | ---------------------------- | --- | ----------------- |
| "Alone"                                                                                       | 2016 | 28                           | —                            | —                            | —                            | —                            | —                            | —                            | —                            | —                            | 61                           | - RIAA: 3× platina - MC: platina | Non-album singles |
| "Silence" (featuring Khalid)                                                                  | 2017 | 30                           | 5                            | 8                            | 5                            | 70                           | 6                            | 11                           | 5                            | 20                           | 3                            | - RIAA: 4× platina - ARIA: 5× platina - BEA: 2× platina - BPI: 2× platina - BVMI: platina - GLF: 4× platina - MC: 3× platina - RMNZ: 2× platina | Non-album singles |
| "Wolves" (with Selena Gomez)                                                                  | 2017 | 20                           | 5                            | 8                            | 7                            | 30                           | 11                           | 8                            | 7                            | 9                            | 9                            | - RIAA: 2× platina - ARIA: 3× platina - BEA: platina - BPI: platina - BVMI: platina - GLF: 2× platina - MC: 3× platina - RMNZ: platina          | Non-album singles |
| "Spotlight" (with Lil Peep)                                                                   | 2018 | —                            | —                            | 53                           | —                            | —                            | —                            | —                            | 61                           | —                            | 74                           | | Non-album singles |
| "FRIENDS" (with Anne-Marie)                                                                   | 2018 | 11                           | 4                            | 1                            | 2                            | 14                           | 1                            | 4                            | 5                            | 4                            | 4                            | - RIAA: 2× platina - ARIA: 2× platina - BEA: platina - BPI: 2× platina - BVMI: platina - MC: 4× platina - RMNZ: platina                         | Non-album singles |
| "Everyday" (with Logic)                                                                       | 2018 | 29                           | 38                           | 51                           | 13                           | —                            | 48                           | 64                           | 34                           | 60                           | 46                           | - RIAA: ouro - BPI: prata - MC: platina | Non-album singles |
| "You Can Cry" (with Juicy J featuring James Arthur)                                           | 2018 | —                            | —                            | —                            | —                            | —                            | —                            | —                            | —                            | —                            | 91                           | | Non-album singles |
| "Happier" (featuring Bastille)                                                                | 2018 | 2                            | 3                            | 5                            | 7                            | 24                           | 9                            | 5                            | 4                            | 10                           | 2                            | - RIAA: 5× platina - ARIA: 6× platina - BEA: ouro - BPI: 2× platina - BVMI: platina - GLF: ouro - MC: 6× platina - RMNZ: 2× platina             | Non-album singles |
| "Project Dreams" (with Roddy Ricch)                                                           | 2018 | —                            | —                            | —                            | 33                           | —                            | —                            | —                            | —                            | —                            | —                            | - RIAA: platina | Non-album singles |
| "Here With Me" (featuring CHVRCHES)                                                           | 2019 | 31                           | 9                            | 42                           | 20                           | 113                          | 49                           | 42                           | 39                           | 62                           | 9                            | - RIAA: platina - ARIA: platina - BEA: ouro - BPI: platina - MC: platina                                                                        | Non-album singles |
| "Light It Up" (featuring Tyga and Chris Brown)                                                | 2019 | 90                           | —                            | —                            | —                            | —                            | 77                           | —                            | —                            | 78                           | 55                           | - MC: ouro - RMNZ: platina | Non-album singles |
| "One Thing Right" (with Kane Brown)                                                           | 2019 | 36                           | 4                            | 54                           | 21                           | —                            | 71                           | —                            | 92                           | —                            | 76                           | - RIAA: platina - ARIA: 4× platina - MC: 4× platina                                                                                             | Non-album singles |
| "Tongue Tied" (with Yungblud and Blackbear)                                                   | 2019 | —                            | —                            | 70                           | 33                           | —                            | 100                          | —                            | —                            | —                            | 62                           | | Non-album singles |
| "Be Kind" (with Halsey)                                                                       | 2020 | 29                           | 15                           | 33                           | 1                            | —                            | 54                           | 34                           | 48                           | 46                           | 33                           | - RIAA: platina - ARIA: platina - BPI: prata - MC: 2× platina                                                                                   | Non-album singles |
| "Come & Go" (with Juice Wrld)                                                                 | 2020 | 2                            | 4                            | 15                           | 47                           | 146                          | 38                           | 27                           | 7                            | 21                           | 9                            | - ARIA: platina - BPI: prata - MC: 2× platina - RMNZ: ouro                                                                                      | Non-album singles |
| "OK Not To Be OK" (with Demi Lovato)                                                          | 2020 | 36                           | 47                           | —                            | 1                            | —                            | —                            | —                            | 72                           | 51                           | 42                           | | Non-album singles |
| "You" (with Benny Blanco and Vance Joy)                                                       | 2021 | —                            | —                            | —                            | 3                            | —                            | —                            | —                            | 38                           | —                            | —                            | | Non-album singles |
| "Leave Before You Love Me" (with Jonas Brothers)                                              | 2021 | 19                           | 26                           | 63                           | 32                           | —                            | —                            | 30                           | —                            | —                            | 24                           | - ARIA: ouro - BPI: prata | Non-album singles |
| "Chasing Stars" (with Alesso featuring James Bay)                                             | 2021 | —                            | —                            | —                            | 40                           | —                            | —                            | —                            | 74                           | —                            | —                            | | Non-album singles |
| "Numb" (with Khalid)                                                                          | 2022 | 40                           | 38                           | —                            | 18                           | —                            | 65                           | 42                           | 26                           | —                            | —                            | - ARIA: platina - MC: platina | Non-album singles |
| "Bye Bye" (with Juice Wrld)                                                                   | 2022 | 53                           | —                            | 56                           | —                            | —                            | 46                           | 80                           | 87                           | 85                           | 45                           | | Non-album singles |
| "Miles On It" (with Kane Brown)                                                               | 2024 | 15                           | —                            | —                            | 13                           | —                            | —                            | 47                           | —                            | —                            | 44                           | - MC: platina | Non-album singles |
| "—" indica que a gravação não foi incluída nas paradas ou não foi distribuída naquela região. |      |                              |                              |                              |                              |                              |                              |                              |                              |                              |                              | |                   |

## Remixes
| Título                                               | Ano  | Artista original                         |
| ---------------------------------------------------- | ---- | ---------------------------------------- |
| "Outside" (Marshmello Remix)                         | 2015 | Calvin Harris (featuring Ellie Goulding) |
| "I Want You to Know" (Marshmello Remix)              | 2015 | Zedd (featuring Selena Gomez)            |
| "Beautiful Now" (Marshmello Remix)                   | 2015 | Zedd (featuring Jon Bellion)             |
| "One Last Time" (Marshmello Remix)                   | 2015 | Ariana Grande                            |
| "Waiting For Love" (Marshmello Remix)                | 2015 | Avicii                                   |
| "Where Are Ü Now" (Marshmello Remix)                 | 2015 | Jack Ü (with Justin Bieber)              |
| "Where Are Ü Now" (Marshmello Remix) (Skrillex Flip) | 2015 | Jack Ü (with Justin Bieber)              |
| "Hello" (Marshmello Remix)                           | 2015 | Adele                                    |
| "Need U (100%)" (Jauz and Marshmello Remix)          | 2015 | Duke Dumont (featuring A*M*E)            |
| "Flash Funk" (Marshmello Remix)                      | 2016 | Warsongs                                 |
| "Want U 2" (Marshmello and Slushii Remix)            | 2016 | Marshmello                               |
| "Bonbon" (Marshmello Remix)                          | 2016 | Era Istrefi                              |
| "Alarm" (Marshmello Remix)                           | 2016 | Anne-Marie                               |
| "Sing Me to Sleep" (Marshmello Remix)                | 2016 | Alan Walker                              |
| "No Money" (Marshmello Remix)                        | 2016 | Galantis                                 |
| "Oops" (Marshmello Remix)                            | 2016 | Martin Garrix                            |
| "Let Me Love You" (Marshmello Remix)                 | 2016 | DJ Snake (featuring Justin Bieber)       |
| "Make Me (Cry)" (Marshmello Remix)                   | 2017 | Noah Cyrus (featuring Labrinth)          |
| "Mask Off" (Marshmello Remix)                        | 2017 | Future                                   |

## Videoclipes
| Título                               | Ano  | Diretor       | Canal do Youtube | Visualizações (aprox) |
| ------------------------------------ | ---- | ------------- | ---------------- | --------------------- |
| "Keep it Mello"(featuring Omar LinX) | 2016 |               | Trap Nation      | 275.681.592           |
| "Keep it Mello"(featuring Omar LinX) | 2016 | Marshmello    | 3.537.374        |                       |
| "Alone"                              | 2016 | Daniel Burke  | Marshmello       | 523.877.432           |
| "Ritual"(featuring Wrabel)           | 2016 | Andrew Donoho | OWSLA            | 35.391.160            |
| "Ritual"(featuring Wrabel)           | 2016 | Andrew Donoho | Mashmello        | 12.705.302            |
| "Summer"                             | 2016 | Daniel Burke  | Marshmello       | 105.712.783           |
| "Moving On"                          | 2017 | Daniel Burke  | Marshmello       | 47.089.991            |
| "Find Me"                            | 2017 | Daniel Burke  | Marshmello       | 13.535690             |